# Alexander Alexandrowitsch Aljechin
Alexander Alexandrowitsch Aljechin [a'lʲɛxin] (russisch Александр Александрович Алехин, gelegentlich auch russisch Александр Александрович Алёхин (Alexander Alexandrowitsch Aljochin) geschrieben, in Frankreich und englischsprachigen Staaten mit der französischen Transkription Alexandre Alekhine; * 19.jul. / 31. Oktober 1892greg. in Moskau, Russisches Kaiserreich; † 24. März 1946 in Estoril, Portugal) war ein russisch-französischer Schachspieler. Er war der vierte Schachweltmeister. Die Aljechin-Verteidigung und der Aljechin-Chatard-Angriff sind nach ihm benannte Schacheröffnungen.

## Leben

### Jugend in Russland
Alexander Aljechin wurde 1892 als Sohn eines adeligen Gardeoffiziers geboren. Seine Familie war sehr wohlhabend und besaß große Ländereien im Raum Woronesch. Aljechins Mutter kam aus der Familie Prochorow, einer bekannten Industriellenfamilie. In seiner Jugend besuchte er das Gymnasium in Moskau. Mit Schach kam er frühzeitig in Berührung, zunächst spielte er gegen seinen Vater und seinen vier Jahre älteren Bruder Alexei, der ebenfalls ein guter Schachspieler werden sollte. Aljechin begann bald darauf, Fernschach zu spielen, und trat dem bedeutendsten Moskauer Schachzirkel bei, der Moskauer Schachgesellschaft.
Seinen ersten Turniersieg errang er im Alter von 16 Jahren beim Herbstturnier der Schachgesellschaft 1908. Das Vermögen seines Vaters gestattete es ihm, sich ausschließlich dem Schach zu widmen und sein Talent schon in jungen Jahren zu entfalten. Als 15-Jähriger (damals ein ungewöhnlich junges Alter für einen Schachmeister) nahm er 1908 am internationalen Turnier in Düsseldorf teil, wo er den vierten und fünften Platz belegte. Am selben Ort spielte er kurz darauf einen Wettkampf gegen den deutschen Meister Curt von Bardeleben, den er vernichtend mit 4,5:0,5 schlug. Ein Wettkampf gegen Hans Fahrni im September dieses Jahres in München wurde nach drei Partien als remis abgebrochen. In Düsseldorf und München wurde in dieser Zeit die Schachweltmeisterschaft 1908 ausgetragen.
1909 erwarb er den Meistertitel, als er die All-Russische Meisterschaft in Sankt Petersburg gewann. Freilich gab es in Russland weiterhin Spieler, von denen Aljechin noch lernen konnte: im gleichen Jahr unterlag er in Moskau dem Schachmeister Nenarokow in einem Wettkampf mit 0:3.
1912 nahm Aljechin seinen Wohnsitz in St. Petersburg, wo er bis 1914 Rechtswissenschaften studierte. Gleichzeitig beteiligte er sich intensiv am Schachleben der Hauptstadt. Er wurde Mitglied der St. Petersburger Schachgesellschaft und nahm an so gut wie allen Schachveranstaltungen in dieser Stadt teil.
Durch seinen mit Aaron Nimzowitsch geteilten Sieg beim All-Russischen Meisterturnier zur Jahreswende 1913/14 erwarb er die Berechtigung zur Teilnahme am bedeutendsten bis dato in Russland veranstalteten Meisterturnier. Am großen Turnier von St. Petersburg 1914 nahmen neben dem Weltmeister Emanuel Lasker und dem zukünftigen Weltmeister José Raúl Capablanca nur hervorragende Schachmeister teil. Sensationell wurde Aljechin Dritter hinter Lasker und Capablanca.

### Erster Weltkrieg und Oktoberrevolution

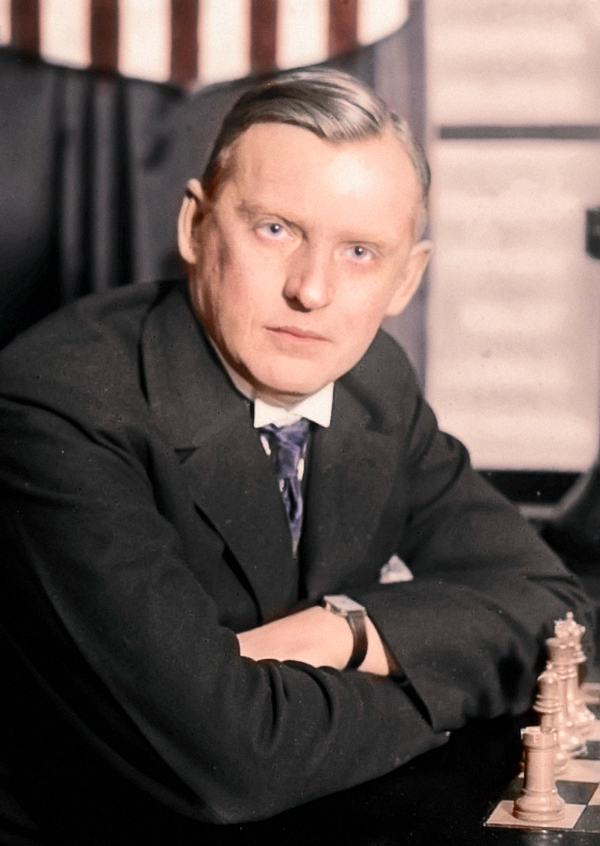
Eingefärbtes Schwarzweißfoto Aljechins (Datum unbekannt, möglicherweise um 1924)

Aljechin führte im Meisterturnier von Mannheim, als im August 1914 der Erste Weltkrieg ausbrach; das Turnier wurde abgebrochen, und der in Führung liegende Aljechin wurde zum Turniersieger erklärt. Alle Teilnehmer aus den Feindesstaaten, darunter alle russischen Teilnehmer, wurden interniert.
Im September 1914 kam Aljechin frei und begab sich über die Schweiz in die Heimat, wo er sich für das Rote Kreuz engagierte. Er heiratete die russische Künstlerin Anna von Sewergin, mit der er bereits seit 1913 eine Tochter hatte. Die Tochter lebte bis zu ihrem Tode Mitte der 1980er Jahre in Wien.
Im August 1916 nahm er als Rotkreuz-Helfer an der Brussilow-Offensive der russischen Armee teil. Er erhielt zwei St.-Georgs-Medaillen und den Sankt-Stanislaus-Orden für seine Tapferkeit bei der Bergung Verwundeter. Schließlich wurde er aber selbst verwundet und erlitt so schwere Quetschungen, dass er mehrere Monate in einem Lazarett in Tarnopol verbringen musste.
Während des Bürgerkriegs wurde Aljechin 1919 in Odessa verhaftet und unter Spionageverdacht für die Weißgardisten zum Tode verurteilt. Ein Gerücht sagt, Trotzki hätte ihn im Gefängnis besucht und mit ihm Schach gespielt, wonach man ihn entlassen habe. Sicher ist, dass man ihn als populären Schachmeister erkannte und bald darauf freiließ. Aljechin, der neben seiner Muttersprache fließend Deutsch, Französisch und Englisch sprach und eine juristische Ausbildung hatte, kehrte nach Moskau zurück und nahm eine Stelle als Untersuchungsrichter bei der Hauptverwaltung der Miliz an. Er war von Mai 1920 bis zu seiner Emigration im Februar 1921 dort tätig.

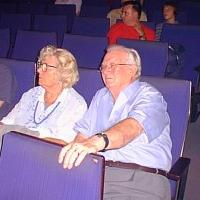
Aljechins Sohn Alex mit Ehefrau, Dortmunder Schachtage 2003

Im November 1920 begann Aljechin eine zusätzliche Tätigkeit als Dolmetscher für die Komintern. Er lernte bei dieser Gelegenheit Annelise Rüegg, eine Funktionärin der Schweizerischen Sozialdemokratischen Partei kennen, die seine zweite Ehefrau wurde und mit der er später einen Sohn hatte: Alexander Aljechin, Jr. (* 2. November 1921 in Winterthur in der Schweiz (Kanton Zürich); † 2009).
Im Jahre 1920 gewann er die erste Landesmeisterschaft Sowjetrusslands. Schach hatte zu Anfang der 1920er Jahre noch nicht den Stellenwert, den es in der UdSSR ab den 1930er Jahren einnehmen sollte. Für Aljechin, einen enteigneten Adeligen, der nun zu einer ungewohnten, nämlich materiell entbehrungsreichen Lebensweise gezwungen wurde, taten sich zunächst auch keine schachlichen Perspektiven auf. Er ging den Weg vieler anderer Russen, die für sich keine Zukunft mehr in Sowjetrussland sahen: Im Frühjahr 1921 emigrierte er in den Westen.

### In der Emigration
Wie für die meisten Emigranten aus Russland (vgl. etwa Wladimir Nabokow) war Berlin die erste Station in der westlichen Fremde, wo die Emigranten auch ihre eigenen Zirkel pflegten, z. B. für Emigrantenliteratur in Cafés. Doch Aljechin blieb nur kurz in der deutschen Hauptstadt und zog bald nach Paris; seine Heimat Russland sollte er nie mehr besuchen.
Aljechin setzte sich das Ziel, Weltmeister zu werden. In den folgenden sechs Jahren arbeitete er an seiner schachlichen Weiterentwicklung. Aljechin war sehr erfolgreich in internationalen Turnieren. Sein Einkommen besserte er sowohl mit Simultanvorstellungen als auch mit dem Blindspiel auf.
Aljechin behauptete, der Juristischen Fakultät der Universität Sorbonne in Paris im Jahr 1925 eine Doktorarbeit mit dem Titel „Das Gefängniswesen in China“ vorgelegt zu haben. Die Wiener Schachzeitung verkündete 1926, Aljechin habe sich „den Doktorhut geholt“. Ab 1926 versah Aljechin seinen Namenszug mit einem „Dr.“. Intensive Versuche von Schachhistorikern, diese Arbeit im Archiv der Universität ausfindig zu machen, scheiterten; auch sonst gibt es keinen Hinweis auf eine Verleihung des Doktorgrades an Aljechin.
Nach seiner Scheidung 1926 heiratete er 1927 die neunzehn Jahre ältere Nadascha Wasiljew, eine Admiralswitwe, die er 1925 kennengelernt hatte.
Die Verhandlungen mit Capablanca über einen Weltmeisterschaftskampf erwiesen sich als schwierig. Doch 1927 kam es in Buenos Aires schließlich zum Wettkampf. Capablanca galt als klarer Favorit. Doch Aljechin verblüffte alle Experten und erwies sich als bedeutend besser vorbereitet, sowohl eröffnungstheoretisch als auch psychologisch. Aljechin gewann bei dem auf 6 Siege angesetzten Wettkampf nach 34 Partien mit 6:3 bei 25 Remis, die gemäß Reglement nicht gezählt wurden.
Der neue Schachweltmeister stellte in einem Interview mit der Zeitung La Prensa einen Revanchekampf zu gleichen Bedingungen für das Jahr 1929 in Aussicht, falls Capablanca ihn offiziell herausfordern würde. Zu einem solchen Match kam es jedoch nicht. Das Verhältnis zwischen den beiden Spielern verschlechterte sich in den folgenden Jahren so sehr, dass Aljechin es sogar vermied, mit seinem Vorgänger im selben Turnier zu spielen. Sie sollten sich erstmals wieder beim Turnier von Nottingham 1936 am Schachbrett begegnen.

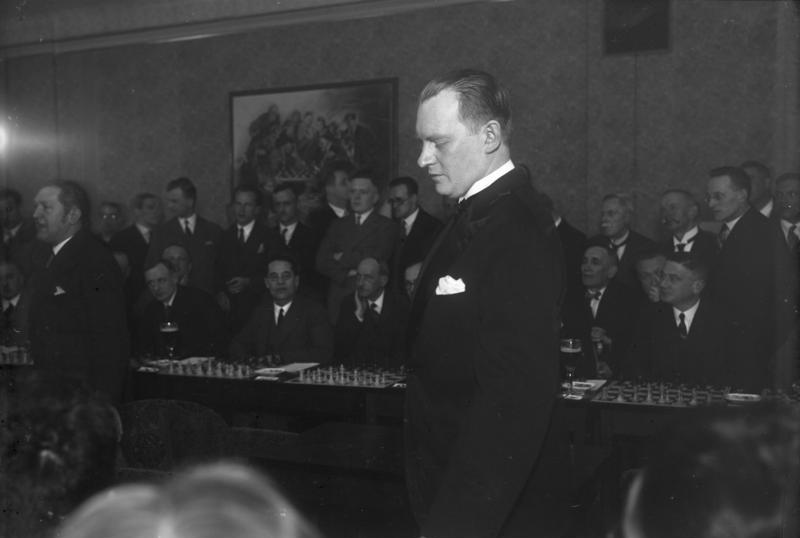
Aljechin beim Simultan-Schachspiel 1930 in Berlin

In der Folge zeigte sich Aljechin als würdiger Weltmeister. Beim Turnier von San Remo 1930 gewann er überlegen mit 14 Punkten aus 15 Partien. Mit Efim Bogoljubow trug er 1929 und 1934 zwei Zweikämpfe um den Weltmeistertitel aus, die er mit 15½:9½ und 15½:10½ gewann. Bogoljubow hatte 1928 und 1929 zwei vom 1924 gegründeten Weltschachverband FIDE organisierte offizielle FIDE-Championate gegen Max Euwe gewonnen. Für Aljechin kam es nicht in Frage, der neu gegründeten FIDE die Verfügung über den Titel „Schachweltmeister“ abzutreten. Nachdem Aljechin Bogoljubow zweimal besiegt hatte, unternahm die FIDE keinen Versuch mehr, offiziell Weltmeistertitel zu vergeben. Erst Ende der 1940er Jahre, nach Aljechins Tod und dem folgenden Interregnum, gelang es der FIDE, genügend Legitimität aufzubringen, um den offiziellen Titel zu vergeben.
Im Jahre 1934 starb Aljechins dritte Ehefrau. Seine vierte Ehefrau wurde die US-Amerikanerin Grace Wishar (1876–1956), eine vermögende Generalswitwe, die über einen Landsitz in Frankreich verfügte. Sie spielte selbst Fernschach und nahm an Blitzturnieren teil, wenn sie Aljechin zu Turnieren begleitete.
Alle Ehefrauen Aljechins waren bedeutend älter als er. Der US-amerikanische Großmeister und Psychoanalytiker Reuben Fine erwähnte dazu in seinem Buch The Psychology of the Chess Player (1956) (dt. „Die Psychologie des Schachspielers“, 1982) den Ödipus-Komplex.
Aljechin verlor seinen Titel 1935 überraschend an den Niederländer Max Euwe (14½:15½). Euwe gewährte allerdings 1937 einen Revanchekampf. In ihm wurde er von Aljechin mit 15½:9½ geschlagen. Diese nicht selbstverständliche Bereitschaft Max Euwes, den WM-Titel auch gegen den stärksten Gegner zu verteidigen, festigte seinen Ruf als untadeliger Sportsmann.
In den 1930er Jahren traten einige hervorragende junge Schachmeister in Erscheinung, die sich zu ernsthaften Konkurrenten um den WM-Titel entwickelten. Neben Salo Flohr, Reuben Fine, Samuel Reshevsky und Paul Keres war dies vor allem der Russe Michail Botwinnik.
Aljechin, der das Schachleben in seiner alten Heimat Russland sehr aufmerksam verfolgte, war durchaus an einem Weltmeisterschaftskampf mit diesem hervorragenden Vertreter der jungen sowjetischen Schachschule interessiert. Der deutsche Angriff auf die Sowjetunion im Juni 1941 machte die bereits fortgeschrittenen Vorbereitungen zu einem Wettkampf allerdings zunichte.

### Schacholympiaden
Aljechin trat mit der französischen Mannschaft bei den Schacholympiaden 1930, 1931, 1933, 1935 und 1939 an, am Spitzenbrett erreichte er 1931 und 1933 das beste, 1935 und 1939 das zweitbeste Einzelergebnis.

### Zweiter Weltkrieg und Kollaboration mit den Nationalsozialisten
Aljechin, zwei Jahrzehnte lang französischer Staatsbürger, zeigte bereits bei Kriegsausbruch, während der Schacholympiade in Buenos Aires 1939, seine anti-deutsche Haltung. Sobald er nach Europa zurückgekehrt war, betätigte er sich als Übersetzer für die französische Résistance. Doch änderte er seine Ansichten grundlegend, nachdem das Deutsche Reich 1941 die Sowjetunion angegriffen hatte (Deutsch-Sowjetischer Krieg).
Er wurde plötzlich für die deutsche Propaganda anfällig und zeigte sich bereit, für die nationalsozialistische Ideologie zu werben, die den Bolschewismus bekämpfte. Aljechin, der amtierende Schachweltmeister, war im Dritten Reich willkommen. Um seinen Schachberuf ausüben zu können, war er bereit, Turniere in Deutschland zu spielen und seinen Namen in den Dienst der NS-Propaganda zu stellen. Er spielte zwei Turniere im Generalgouvernement und auch sonst viele Turniere im deutsch besetzten Europa. Das internationale Turnier 1943 in Prag gewann er vor Paul Keres. Er wurde besonders vom schachbegeisterten Hans Frank, dem Generalgouverneur des besetzten Polen, gefördert.
1941 erschienen unter Aljechins Namen antisemitische Artikel in zwei deutschen Besatzungszeitungen (Pariser Zeitung und Deutsche Zeitung in den Niederlanden), danach nochmals in der Deutschen Schachzeitung. Diese Artikel waren wohl weniger durch die Rassenideologie der Nationalsozialisten inspiriert als vielmehr durch Aljechins konventionellen russisch-christlichen Judenhass. So bestand Aljechin zeitlebens darauf, dass sein Name Al-JE-chin, nach dem russischen Namen ‚Alytscha‘ [russ. Алыча] für die Kirschpflaume, die in den Gärten der Aljechins wuchs, ausgesprochen wurde, aber nicht Al-JO-chin, nach dem Namen Alexej/Aljoscha, weil die letztere Aussprache nach seiner Auffassung eine jüdische Entstellung darstelle. Die Artikel, in denen er den äußerst plumpen Versuch unternahm, eine Überlegenheit der „arischen“ Schachspieler über die jüdischen nachzuweisen, diskreditierten ihn in der Schachwelt vollends.

### Tod in Portugal
Aljechin, der seinen Glauben an den Sieg der Nationalsozialisten in Deutschland nach dem Vormarsch der sowjetischen Truppen verlor, sah sich nach einem neuen Wohnsitz um. Prag, die Stadt, in der er seit 1942 wohnte, war ihm durch die anrückende Rote Armee zu gefährlich geworden, und er suchte Kontakte zum faschistischen Franco-Spanien, das ihn gastfreundlich willkommen hieß.
Aljechin erlebte das Kriegsende im äußersten Westen Südeuropas. NS-Deutschland war besiegt, und Aljechin sah sich mit Angriffen auf seine ideologische Unterstützung des NS-Feldzugs konfrontiert.

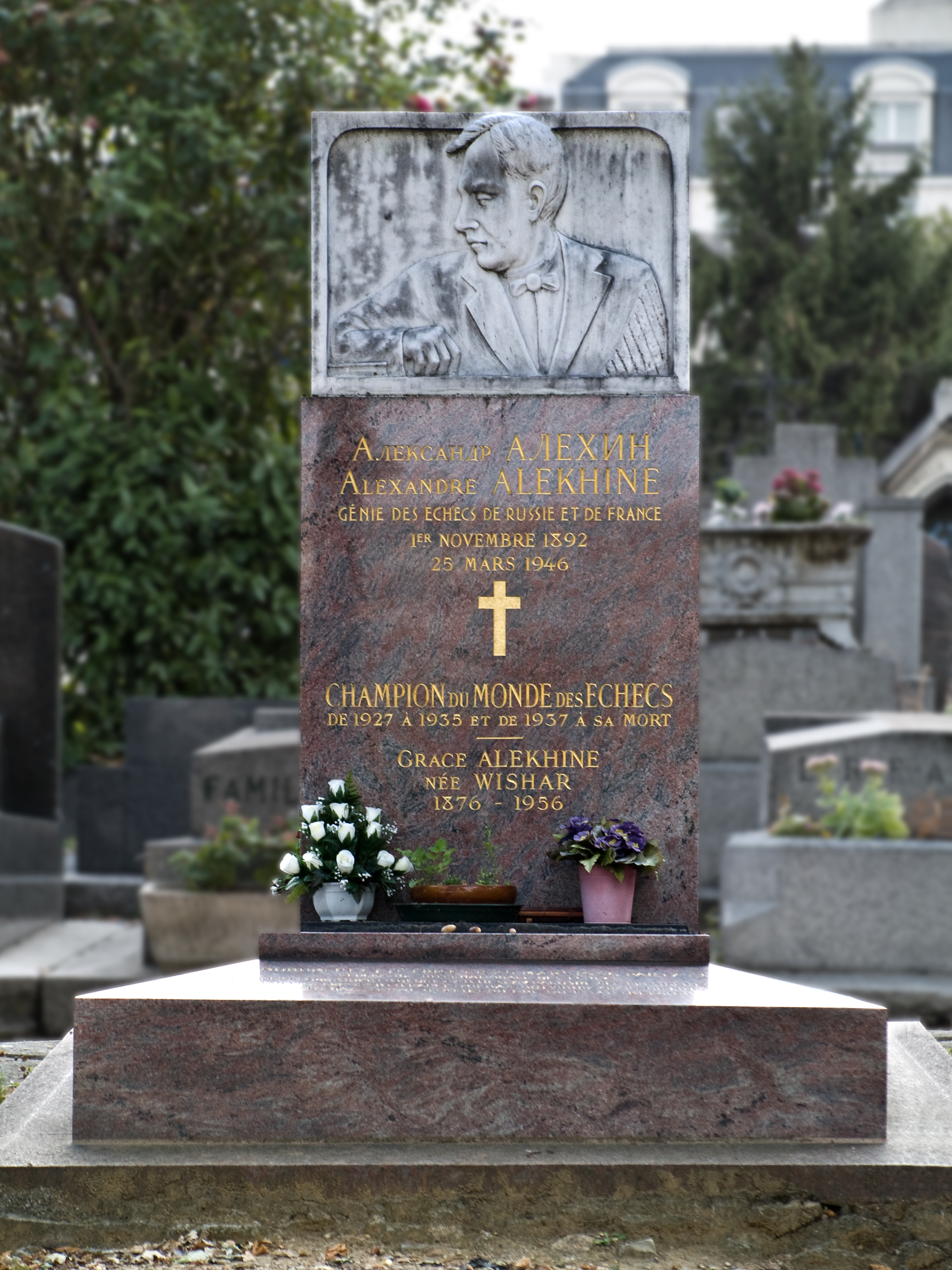
Aljechins Grab, Paris

Aljechin erklärte, er hätte bloß das getan, was Schachprofis zu Kriegszeiten stets getan hätten, nämlich seinen geliebten Beruf ausgeübt. Er behauptete, nach Protesten gegen Turniereinladungen an ihn, die schwerwiegenden antijüdischen Artikel nicht selbst geschrieben zu haben, sondern gezwungen worden zu sein, seinen Namen dafür herzugeben. All dies ist umstritten. Es ist nicht völlig sicher, dass Aljechin diese Artikel schrieb, aber doch sehr wahrscheinlich.
Aljechin, der nach Kriegsende wieder Kontakt mit dem sowjetischen Schachverband aufnahm und einen Weltmeisterschaftskampf mit Michail Botwinnik in London plante, sprach immer mehr dem Alkohol zu. Er erstickte in einem portugiesischen Hotel an einem Stück Fleisch seines Abendessens, das die oberen Atemwege verschloss, und wurde am Sonntagmorgen des 24. März 1946 tot aufgefunden. Der Totenschein wurde durch Asdrúbal d’Aguiar, den führenden forensischen Pathologen Portugals, ausgestellt. Die genauen Umstände des Todes sorgen bis heute für Gesprächsstoff; Theorien über einen Suizid oder gar einen Mord durch die französische Résistance zirkulieren immer wieder, konnten aber bis heute nicht überzeugend belegt werden.
Aljechin wurde 1956 endgültig in Paris auf dem Cimetière du Montparnasse beigesetzt. Die FIDE errichtete einen Ehrengrabstein.

## Fernschach
Von 1902 bis 1910 nahm Aljechin an mehreren Fernturnieren der Zeitschrift Schachmatnoje Obosrenije teil. Beim 6., 7. und 9. Turnier dieser Zeitschrift spielte er zusammen mit seinem Bruder Alexei. Beim 16. Turnier von 1905 bis 1906 spielte er selbständig unter dem Namen „T. Aljechin“, um nicht mit seinem Bruder verwechselt zu werden. T steht für den Spitznamen Tischa, wie er zu Hause gelegentlich genannt wurde. Mit 11 von 14 Punkten gewann Aljechin dieses Turnier.
In der Folge spielte Aljechin 1906/07 noch im 1. Fernturnier des Fürsten Schachowski und danach im 17. Turnier von Schachmatnoje Obosrenije. Von 1912 bis 1914 spielte er für Moskau in einem Städtefernkampf gegen Kasan.

## Blindschach
Aljechin gehörte zu den stärksten Blindschachspielern seiner Zeit. Im Blind-Simultan-Schach stellte er zweimal einen Weltrekord auf. Im Jahre 1924 spielte Aljechin in New York gleichzeitig 26 Blindschachpartien und erreichte ein Ergebnis von (+16 =5 −5). Nachdem Réti und Koltanowski diese Rekordmarke weiter verbessert hatten, konnte Aljechin 1933 in Chicago den Rekord für simultan gespielte Blindpartien zurückerobern. Er spielte parallel 32 Partien und erzielte dabei 19 Siege, vier Niederlagen und neun Remis.

## Bekannte Partien
- Bogoljubow – Aljechin, Hastings 1922
- Réti – Aljechin, Baden-Baden 1925
- Euwe – Aljechin, Zandvoort 1935

## Erfolge
- Schachweltmeister von 1927 bis 1935
- Schachweltmeister von 1937 bis 1946
- Weltrekord im Blind-Simultan-Schach
- Er nahm an 87 Turnieren teil, von denen er 62 gewann.
- Aljechin spielte 1264 Turnier- und Wettkampfpartien, davon gewann er 735 Partien, 127 verlor er und 402 gingen remis aus.
- Aljechins höchste historische Elo-Zahl: 2860 (im Mai 1931)
- Beim Schachturnier in Dresden 1926 erhielten Aljechin und Nimzowitsch für ihre Partie als Schönheitspreis 5000 Zigaretten.

## Liste der Turnier- und Wettkampfergebnisse
| Turnier                                                                         | Ort | Ergebnis/Punktezahl  | Rang |
| 1907                                                                            | 1907 | 1907                 | 1907 |
| ------------------------------------------------------------------------------- | --- | -------------------- | --- |
| Herbstturnier der Moskauer Schachgesellschaft                                   | Moskau | 4,5/14 (+4 =1 −9)    | 11.–13. Platz |
| 1908                                                                            | |                      | |
| Hauptturnier während des 16. Kongresses des Deutschen Schachbundes (DSB)        | Düsseldorf | 9/13 (+8 =2 −3)      | 4.–5. Platz |
| Wettkampf mit Curt von Bardeleben                                               | Düsseldorf | 4,5/5 (+4 =1 −0)     | Aljechin siegte mit 4,5-0,5 |
| Wettkampf mit Hans Fahrni                                                       | München | 1,5/3 (+1 =1 −1)     | Unentschieden (1,5-1,5) |
| Wettkampf mit Benjamin Markowitsch Blumenfeld                                   | Moskau | 4,5/5 (+4 =1 −0)     | Aljechin siegte mit 4,5-0,5 |
| Wettkampf mit Wladimir Iwanowitsch Nenarokow                                    | Moskau | 0/3 (+0 =0 −3)       | Nenarokow siegte mit 3-0 |
| Herbstturnier der Moskauer Schachgesellschaft                                   | Moskau | 6,5/9 (+5 =3 −1)     | 1. Platz |
| 1909                                                                            | |                      | |
| 6. All-Russischer Schachkongress                                                | Sankt Petersburg | 15/18 (+14 =2 −2)    | 1. Platz |
| Frühlingsturnier der Moskauer Schachgesellschaft                                | Moskau | 6,5/10 (+6 =1 −3)    | 5. Platz |
| 1909/1910                                                                       | |                      | |
| Winterturnier der Moskauer Schachgesellschaft                                   | Moskau | 8/8 (+8 =0 −0)       | 1. Platz |
| 1910                                                                            | |                      | |
| 17. Kongress des Deutschen Schachbundes (DSB)                                   | Hamburg | 8,5/16 (+5 =7 −4)    | 7.–8. Platz |
| 1911                                                                            | |                      | |
| Internationales Turnier                                                         | Karlsbad | 13,5/25 (+11 =5 −9)  | 8.–9. Platz |
| 1912                                                                            | |                      | |
| 1. Winterturnier der St. Petersburger Schachgesellschaft                        | Sankt Petersburg | unbekannt            | 1.–2. Platz |
| 2. Winterturnier der St. Petersburger Schachgesellschaft                        | Sankt Petersburg | 7/9 (+6 =2 −1)       | 1. Platz |
| Internationales Turnier                                                         | Stockholm | 8,5/10 (+8 =1 −1)    | 1. Platz |
| All-Russisches Meisterturnier                                                   | Vilnius | 8,5/18 (+7 =3 −8)    | 6.–7. Platz |
| 1913                                                                            | |                      | |
| Wettkampf mit Stepan Lewizki                                                    | Sankt Petersburg | 7/10 (+7 =0 −3)      | Aljechin siegte mit 7-3 |
| Viermeisterturnier                                                              | Sankt Petersburg | 2/3 (+0 =0 −1)       | 1.–2. Platz (geteilt mit Grigori Jakowlewitsch Löwenfisch) |
| Internationales Turnier                                                         | Scheveningen | 11,5/13 (+11 =1 −1)  | 1. Platz |
| Wettkampf mit Edward Lasker                                                     | Paris | 3/3 (+3 =0 −0)       | Aljechin siegte mit 3-0 |
| 1914                                                                            | |                      | |
| All-Russisches Meisterturnier                                                   | Sankt Petersburg | 13,5/17 (+13 =1 −3)  | 1.–2. Platz (geteilt mit Aaron Nimzowitsch) |
| Stichkampf um die All-Russische Meisterschaft gegen Aaron Nimzowitsch           | Sankt Petersburg | 1/2 (+1 =0 −1)       | Unentschieden 1-1 |
| Internationales Großmeisterturnier                                              | Sankt Petersburg | 10/18 (+6 =8 −4)     | 3. Platz |
| Viermeisterturnier                                                              | Paris | 2,5/3 (+0 =0 −1)     | 1.–2. Platz (geteilt mit Frank James Marshall) |
| 19. Kongress des Deutschen Schachbundes (DSB)                                   | Mannheim | 9,5/11 (+9 =1 −1)    | Wegen Kriegsausbruch abgebrochen. Aljechin führte. |
| 1915/1916                                                                       | |                      | |
| Meisterturnier                                                                  | Moskau | 10,5/11 (+10 =1 −0)  | 1. Platz |
| 1918                                                                            | |                      | |
| Dreimeisterturnier                                                              | Moskau | 4,5/6 (+3 =3 −0)     | 1. Platz |
| 1919/1920                                                                       | |                      | |
| Meisterschaft von Moskau                                                        | Moskau | 11/11 (+11 =0 −0)    | 1. Platz |
| 1920                                                                            | |                      | |
| 1. All-Russische Olympiade (später als 1. UdSSR-Meisterschaft bezeichnet)       | Moskau | 12/15 (+9 =6 −0)     | 1. Platz |
| 1921                                                                            | |                      | |
| Wettkampf mit Nikolai Dmitrijewitsch Grigorjew                                  | Moskau | 4,5/7 (+2 =5 −0)     | Aljechin gewinnt 4,5-2,5 |
| Wettkampf mit Richard Teichmann                                                 | Berlin | 3/6 (+2 =2 −2)       | Unentschieden 3-3 |
| Kurzwettkampf gegen Friedrich Sämisch                                           | Berlin | 2/2 (+2 =0 −0)       | Aljechin gewinnt 2-0 |
| Geheimwettkampf mit Efim Bogoljubow                                             | Triberg | 2/4 (+1 =2 −1)       | Unentschieden 2-2 (Die Partien wurden erstmals 1996 publiziert, in: Vlastimil Fiala/Jan Kalendovský: Complete Games of Alekhine, 2. Volume: 1921–1924, Olomouc 1996) |
| Internationales Turnier                                                         | Triberg | 7/8 (+6 =2 −0)       | 1. Platz |
| Internationales Turnier                                                         | Budapest | 8,5/11 (+6 =5 −0)    | 1. Platz |
| Internationales Turnier                                                         | Den Haag | 8/9 (+7 =2 −0)       | 1. Platz |
| 1922                                                                            | |                      | |
| Kurzwettkampf mit Ossip Bernstein                                               | Paris | 1,5/2 (+1 =1 −0)     | Aljechin gewinnt 1,5-0,5 |
| Internationales Turnier                                                         | Piešťany | 14,5/18 (+12 =5 −1)  | 2.–3. Platz (geteilt mit Rudolf Spielmann) |
| Kurzwettkampf mit Manuel Golmayo Torriente                                      | Madrid | 1,5/2 (+1 =1 −0)     | Aljechin gewinnt 1,5-0,5 |
| Internationales Turnier                                                         | London | 11,5/15 (+8 =7 −0)   | 2. Platz |
| Internationales Turnier                                                         | Hastings | 7,5/10 (+6 =3 −1)    | 1. Platz |
| Internationales Turnier                                                         | Wien | 9/14 (+7 =4 −3)      | 3.–4. Platz (geteilt mit Heinrich Wolf) |
| 1923                                                                            | |                      | |
| Kurzwettkampf mit Arnold Aurbach                                                | Paris | 1,5/3 (+1 =1 −1)     | Unentschieden 1,5-1,5 |
| Kurzwettkampf mit André Muffang                                                 | Paris | 2/2 (+2 =0 −0)       | Aljechin siegte 2-0 |
| Internationales Turnier                                                         | Margate | 4,5/7 (+3 =3 −1)     | 2.–4. Platz |
| Internationales Turnier                                                         | Karlsbad | 11,5/17 (+9 =5 −3)   | 1.–3. Platz |
| Internationales Turnier                                                         | Portsmouth | 1,5/11 (+10 =1 −0)   | 1. Platz |
| 1924                                                                            | |                      | |
| Internationales Großmeisterturnier                                              | New York City | 12/20 (+6 =12 −2)    | 3. Platz |
| 1925                                                                            | |                      | |
| Internationales Turnier                                                         | Paris | 6,5/8 (+5 =3 −0)     | 1. Platz |
| Internationales Turnier                                                         | Bern | 4/6 (+3 =2 −1)       | 1. Platz |
| Internationales Turnier                                                         | Baden-Baden | 16/20 (+12 =8 −0)    | 1. Platz |
| 1925/1926                                                                       | |                      | |
| Internationales Turnier                                                         | Hastings | 16/20 (+12 =8 −0)    | 1.–2. Platz (geteilt mit Milan Vidmar) |
| 1926                                                                            | |                      | |
| Internationales Turnier                                                         | Semmering | 12,5/17 (+11 =3 −3)  | 2. Platz |
| Internationales Turnier                                                         | Dresden | 7/9 (+5 =4 −0)       | 2. Platz |
| Internationales Turnier                                                         | Scarborough | 8,5/9 (+8 =1 −0)     | 1. Platz |
| Internationales Turnier                                                         | Birmingham | 5/5 (+5 =0 −0)       | 1. Platz |
| 1926/1927                                                                       | |                      | |
| Wettkampf mit Max Euwe                                                          | Amsterdam, Zutphen, Den Haag und Rotterdam | 5,5/10 (+3 =5 −2)    | Aljechin siegte mit 5,5-4,5 |
| 1927                                                                            | |                      | |
| Internationales Turnier                                                         | New York City | 11,5/20 (+5 =13 −2)  | 2. Platz |
| Internationales Turnier                                                         | Kecskemét | 12/16 (+8 =8 −0)     | 1. Platz |
| Wettkampf um die Weltmeisterschaft gegen José Raúl Capablanca                   | Buenos Aires | 18,5/34 (+6 =25 −3)  | Aljechin siegte mit 18,5-15,5 und wird Weltmeister |
| 1929                                                                            | |                      | |
| Internationales Turnier                                                         | Bradley Beach | 8,5/9 (+8 =1 −0)     | 1. Platz |
| Wettkampf um die Weltmeisterschaft gegen Efim Bogoljubow                        | Wiesbaden, Heidelberg, Berlin, Den Haag und Amsterdam                                                                                          | 15,5/25 (+11 =9 −5)  | Aljechin siegte mit 15,5-9,5 |
| 1930                                                                            | |                      | |
| Internationales Turnier                                                         | San Remo | 14/15 (+13 =2 −0)    | 1. Platz |
| Schacholympiade                                                                 | Hamburg | 9/9 (+9 =0 −0)       | für Frankreich |
| 1931                                                                            | |                      | |
| Schacholympiade                                                                 | Prag | 13,5/18 (+10 =7 −1)  | am 1. Brett für Frankreich |
| Internationales Turnier                                                         | Bled | 20,5/26 (+15 =11 −0) | 1. Platz vor Efim Bogoljubow und Aaron Nimzowitsch. |
| 1932                                                                            | |                      | |
| Internationales Turnier                                                         | London | 9,5/11 (+7 =4 −0)    | 1. Platz |
| Viermeisterturnier                                                              | Bern | 2/3 (+2 =0 −1)       | 1.–3. Platz |
| Internationales Turnier                                                         | Bern | 12,5/15 (+11 =3 −1)  | 1. Platz |
| Internationales Turnier                                                         | Pasadena | 8,5/11 (+7 =3 −1)    | 1. Platz |
| Internationales Turnier                                                         | Mexiko-Stadt | 8,5/9 (+8 =1 −0)     | 1.–2. Platz (mit Isaac Kashdan) |
| 1933                                                                            | |                      | |
| Schacholympiade                                                                 | Folkestone | 9,5/12 (+8 =3 −1)    | am 1. Brett für Frankreich |
| Wettkampf mit Rafael Cintron                                                    | San Juan | 4/4 (+4 =0 −0)       | Aljechin siegte 4-0 |
| Internationales Turnier                                                         | Paris | 8/9 (+7 =2 −0)       | 1. Platz |
| Wettkampf mit Ossip Bernstein                                                   | Paris | 2/4 (+1 =2 −1)       | Unentschieden 2-2 |
| 1933/1934                                                                       | |                      | |
| Internationales Turnier                                                         | Hastings | 6,5/9 (+4 =5 −0)     | 2.–3. Platz (geteilt mit Andor Lilienthal) |
| 1934                                                                            | |                      | |
| Viermeisterturnier                                                              | Rotterdam | 3/3 (+3 =0 −0)       | 1. Platz |
| Schachweltmeisterschaft 1934 gegen Efim Bogoljubow                              | Baden-Baden, Villingen, Freiburg im Breisgau, Pforzheim, Stuttgart, München, Bayreuth, Bad Kissingen, Nürnberg, Karlsruhe, Mannheim und Berlin | 15,5/26 (+8 =15 −3)  | Aljechin siegte mit 15,5:10,5 |
| Internationales Turnier                                                         | Zürich | 13/15 (+12 =2 −1)    | 1. Platz |
| 1935                                                                            | |                      | |
| Internationales Turnier                                                         | Örebro | 8,5/9 (+8 =1 −0)     | 1. Platz |
| Schacholympiade                                                                 | Warschau | 12/17 (+7 =10 −0)    | am 1. Brett für Frankreich |
| Wettkampf um die Weltmeisterschaft gegen Max Euwe                               | Amsterdam, Delft, Rotterdam, Utrecht, Gouda, 's-Gravenhage, Groningen, Baarn, ’s-Hertogenbosch, Eindhoven, Zeist, Ermelo und Zandvoort         | 14,5/30 (+8 =13 −9)  | Euwe siegte mit 15,5-14,5 und wurde neuer Weltmeister |
| 1936                                                                            | |                      | |
| Internationales Turnier                                                         | Bad Nauheim | 6,5/9 (+4 =5 −0)     | 1.–2. Platz (geteilt mit Paul Keres) |
| Internationales Turnier                                                         | Dresden | 6,5/8 (+5 =3 −1)     | 1. Platz |
| Internationales Turnier                                                         | Poděbrady | 12,5/17 (+8 =9 −0)   | 2. Platz |
| Internationales Turnier                                                         | Nottingham | 9/14 (+6 =6 −2)      | 6. Platz |
| Internationales Turnier                                                         | Amsterdam | 4,5/7 (+3 =3 −1)     | 3. Platz |
| Viermeisterturnier                                                              | Amsterdam | 4,5/7 (+3 =3 −1)     | 1.–2. Platz |
| 1936/1937                                                                       | |                      | |
| Internationales Turnier                                                         | Hastings | 8/9 (+7 =2 −0)       | 1. Platz |
| 1937                                                                            | |                      | |
| Internationales Turnier                                                         | Margate | 6/9 (+6 =0 −3)       | 3. Platz |
| Internationales Turnier                                                         | Ķemeri | 11,5/17 (+7 =9 −1)   | 4.–5. Platz (geteilt mit Paul Keres) |
| Internationales Turnier                                                         | Bad Nauheim/Garmisch/Stuttgart | 3,5/6 (+3 =1 −2)     | 2.–3. Platz (geteilt mit Efim Bogoljubow) |
| Revanchewettkampf um die Weltmeisterschaft gegen Max Euwe                       | Den Haag, Rotterdam, Haarlem, Leiden, Groningen, Zwolle, Amsterdam, Eindhoven und Delft                                                        | 15,5/25 (+10 =11 −4) | Aljechin siegte mit 15,5-9,5 und wurde wieder Weltmeister |
| Wettkampf mit Max Euwe (für die WM angesetzte Partien 26-30, aber ohne Wertung) | Den Haag, Amsterdam und Rotterdam | 2/5 (+1 =2 −2)       | Euwe siegte mit 3-2 |
| 1938                                                                            | |                      | |
| Internationales Turnier                                                         | Margate | 7/9 (+6 =2 −1)       | 1. Platz |
| Internationales Turnier                                                         | Montevideo | 13/15 (+11 =4 −0)    | 1. Platz |
| Internationales Turnier                                                         | Plymouth | 6/7 (+5 =2 −0)       | 1.–2. Platz |
| AVRO-Turnier                                                                    | Amsterdam, Den Haag, Rotterdam, Groningen, Zwolle, Haarlem, Utrecht, Arnheim, Breda und Leiden                                                 | 7/14 (+3 =8 −3)      | 4-6. Platz |
| 1939                                                                            | |                      | |
| Schacholympiade                                                                 | Buenos Aires | 12,5/16 (+9 =7 −0)   | am 1. Brett für Frankreich |
| Internationales Turnier                                                         | Montevideo | 7/7 (+7 =0 −0)       | 1. Platz |
| Internationales Turnier                                                         | Caracas | 10/10 (+10 =0 −0)    | 1. Platz |
| 1941                                                                            | |                      | |
| 1. Europa-Turnier                                                               | München | 10,5/15 (+8 =5 −2)   | 2.–3. Platz (geteilt mit Erik Lundin) |
| 2. Meister-Turnier im Generalgouvernement für die besetzten polnischen Gebiete  | Krakau/Warschau | 8,5/11 (+6 =5 −0)    | 1.–2. Platz (geteilt mit Paul Felix Schmidt) |
| Meister-Turnier                                                                 | Madrid | 5/5 (+5 =0 −0)       | 1. Platz |
| 1942                                                                            | |                      | |
| Internationales Turnier                                                         | Salzburg | 7,5/10 (+7 =1 −2)    | 1. Platz |
| 2. Europa-Turnier                                                               | München | 8,5/11 (+7 =3 −1)    | 1. Platz |
| 3. Meister-Turnier im Generalgouvernement für die besetzten polnischen Gebiete  | Krakau/Lublin/Warschau | 7,5/10 (+6 =3 −1)    | 1. Platz |
| Internationales Turnier                                                         | Prag | 8,5/11 (+6 =5 −0)    | 1.–2. Platz (geteilt mit Klaus Junge) |
| 1943                                                                            | |                      | |
| Kurzwettkampf mit Efim Bogoljubow                                               | Warschau | 2/4 (+2 =0 −2)       | Unentschieden |
| Internationales Turnier                                                         | Salzburg | 7,5/10 (+5 =5 −0)    | 1.–2. Platz (geteilt mit Paul Keres) |
| Internationales Turnier                                                         | Prag | 17/19 (+15 =4 −0)    | 1. Platz |
| 1944                                                                            | |                      | |
| Meister-Turnier                                                                 | Gijón | 7,5/8 (+7 =1 −0)     | 1. Platz |
| Wettkampf mit Ramón Rey Ardid                                                   | Saragossa | 2,5/4 (+1 =3 −0)     | Aljechin siegte mit 2,5-1,5 |
| 1945                                                                            | |                      | |
| Meister-Turnier                                                                 | Madrid | 8,5/9 (+8 =1 −0)     | 1. Platz |
| Meister-Turnier                                                                 | Gijón | 6,5/9 (+6 =1 −2)     | 2.–3. Platz |
| Meister-Turnier                                                                 | Sabadell | 7,5/9 (+6 =3 −0)     | 1. Platz |
| Meister-Turnier                                                                 | Almería | 5,5/8 (+4 =3 −1)     | 1.–2. Platz |
| Meister-Turnier                                                                 | Melilla | 6,5/7 (+6 =1 −0)     | 1. Platz |
| 1946                                                                            | |                      | |
| Wettkampf mit Francesco Lupi                                                    | Estoril | 2,5/4 (+2 =1 −1)     | Aljechin siegte mit 2,5-1,5 |

## Aljechin in der Belletristik
Aljechin war mehrfach Gegenstand belletristischer Literatur, so im biographischen Roman Weiß und Schwarz von Alexander Kotow (Белые и чёрные, 1965), in Alekhine’s anguish von Charles D. Yaffe (1999), in Die letzte Partie von Fabio Stassi (2008) und in Schwimmen mit Elefanten von Yōko Ogawa. Weitere biographische Romane über Aljechin verfassten Gerhard Josten (Aljechins Gambit, Verlag Helmut Ladwig 2011) sowie Ulrich Geilmann (Aljechin – Leben und Sterben eines Großmeisters und Aljechins Ring: Operation Botwinnik, beide 2017 im Joachim Beyer Verlag erschienen).

## Mount Alekhine
In Queensland gibt es den 500 Fuß hohen Berg Mount Alekhine. Er ist etwa 50 Meilen von Townsville entfernt. Diesen Namen gab ihm der irische Goldgräber Patrick Joseph Finnerty († 1936).

## Publikationen (Auswahl)
- Das Schachleben in Sowjet-Rußland, 1921
- Das Internationale Schachmeisterturnier Hastings 1922, englisch 1922; deutsch 1998
- Das Großmeisterturnier New York 1924, 1925
- Das New Yorker Schachturnier 1927, 1928
- Meine besten Partien 1908–1923, 1929
- Auf dem Wege zur Weltmeisterschaft 1923–1927, 1932
- Internationales und 37. Schweizerisches Schachturnier in Zürich 1934, 1935
- Das Internationale Schachturnier Nottingham 1936, englisch 1937; deutsch 1986
- My Best Games of Chess 1924–1937, 1937 (eine deutsche Ausgabe steht noch aus)